# Tag Team (dúo)
Tag Team fue un dúo de hip hop y pop rap, originario de Atlanta, Georgia, Estados Unidos, que estuvo activo desde 1993 hasta 1995. El dúo estuvo integrado por Cecil Glenn (DC the Brain Supreme) y Steve Gibson (Steve Roll'n). Son más conocidos por su sencillo n.º 1, "Whoomp! (There It Is)", que fue lanzado en 1993, y relanzado como remix en el 2000, y sin mayor actividad posterior al lanzamiento del sencillo en las listas, el dúo fue considerado como one-hit wonder. El dúo finalmente se separó en 1995.

## Discografía

### Álbumes de estudio
| Lanzamiento         | Álbum                            | Lista                           | Certificación de la RIAA |
| ------------------- | -------------------------------- | ------------------------------- | ------------------------ |
| 20 de julio de 1993 | Whoomp! (There It Is): The Album | #39 EE. UU. #28 Top R&B/Hip-Hop | Platino                  |
| 4 de agosto de 1995 | Audio Entertainment              | -                               | -                        |

### Recopilaciones
| Lanzamiento | Álbum                | Listas | Certificación |
| ----------- | -------------------- | ------ | ------------- |
| 2000        | The Best of Tag Team | -      | -             |

### Sencillos
- "Whoomp! (There It Is)" (1994) - EE. UU. #2, AUS #19, R.U. #34
- "Addams Family (Whoomp!)" (1994) - EE. UU. #84, R.U. #53
- "Whoomp! (There It Is) (remix) (1994) - R.U. #48
- "Whoomp! (There It Went)" (con Mickey, Minnie, y Goofy) (1994) - EE. UU. #97
- "Funkey Situation" (1995)

- Datos: Q9081459